# 하찌와 TJ
하찌와 TJ는 대한민국의 남성 2인조 음악 그룹이다. 하찌(ハチ, Hachi)라는 예명으로 잘 알려진 일본의 기타 연주자인 가스가 히로후미와 대한민국의 음악가인 TJ로 이루어졌다.

## 구성원
- 하찌: 본명은 가스가 히로후미春日博文이다. 일본 도쿄도 출신.
- TJ: 본명은 조태준이다. 대한민국 부산광역시 출신.

## 음반 목록
- 데뷔곡: 2006년 싱글 앨범 《장사하자》

### 정규 음반
1. 행복 (2006년)
2. 별총총 (2009년 5월 20일, 포니캐년 코리아)